# Naknek
Naknek est le siège du borough de Bristol Bay, situé au nord-ouest de la péninsule d'Alaska en Alaska, aux États-Unis. Sa population était de 571 habitants en 2011. C'est un Census-designated place.

## Situation - climat
Elle est située sur la rive nord de la Naknek à l'extrémité nord-est de la baie de Bristol, à 478 km au sud-ouest d'Anchorage.
Son climat est essentiellement maritime, caractérisé par des hivers doux, humides et ventés tandis que le brouillard est habituel pendant l'été. Les températures vont de −2 °C à 7 °C en janvier et de 6 °C à 17 °C en juillet.

## Histoire
La région a été peuplée il y a 6 000 ans par les esquimaux Yupiks et les indiens Athabascans. Dès 1821, le village esquimau de Naugeik est référencé par le capitaine Vasiliev. En 1880, il était appelé Kinuyak, puis, ultérieurement écrit Naknek par les officiers de la marine russe. Les explorateurs russes avaient construit près du village un comptoir pour le commerce de la fourrure, mais le village est resté inhabité jusqu'à l'achat de l'Alaska par les États-Unis.
La première conserverie de saumon a ouvert sur la Naknek en 1890. En 1900, une douzaine de conserveries étaient établies dans la baie de Bristol. C'est la mission russe orthodoxe qui s'est installée la première sur la rive nord de la rivière, suivie d'autres habitants qui se sont installés à proximité. La poste a ouvert en 1907, et Naknek est devenu un important centre de pêche.

## Démographie
| 1880 | 1890 | 1900 | 1920 | 1930 | 1940 |
| ---- | ---- | ---- | ---- | ---- | ---- |
| 192  | 51   | 431  | 111  | 173  | 152  |

| 1950 | 1960 | 1970 | 1980 | 1990 | 2000 |
| ---- | ---- | ---- | ---- | ---- | ---- |
| 174  | 249  | 318  | 318  | 575  | 678  |

| 2010 | - | - | - | - | - |
| ---- | - | - | - | - | - |
| 544  | - | - | - | - | - |

## Activités
L'activité actuelle est basée sur les emplois gouvernementaux et les activités liées à la pêche.

## Sources
- (en) CIS